# Etilbenzene
L'etilbenzene è un composto organico aromatico di formula C6H5CH2CH3, costituito da un gruppo benzenico al quale è legato un gruppo etilico.

## Produzione
Nel 1999 sono state prodotte più di 24 milioni di tonnellate di etilbenzene.
Sebbene esso sia presente in piccole quantità nel greggio, l'etilbenzene viene prodotto principalmente dalla seguente reazione di alchilazione tra benzene e etilene:

### Alchilazione per catalisi eterogenea
Il processo utilizzato per la produzione di etilbenzene descritto di seguito sfrutta il meccanismo di catalisi eterogenea in fase liquida.
Il meccanismo di reazione comporta anzitutto la formazione del carbocatione primario CH3CH2+ a partire dall'etilene, che viene tenuto in ambiente acido (contenente quindi ioni H+):
{\displaystyle {\ce {CH2=CH2 + H+ -> CH3CH2+}}}
Siccome il carbocatione che viene a formarsi ha una scarsa stabilità (per cui reagirebbe velocemente producendo carbocationi secondari e terziari, più stabili), si fa uso di un catalizzatore a base di zeolite, che assicura una concentrazione abbastanza elevata del carbocatione primario nell'ambiente di reazione. I catalizzatori zeolitici sono dotati infatti di "selettività di forma" (in inglese "shape selectivity"), ovvero sono costituiti da strutture altamente porose, i cui pori riescono ad accomodare il carbocatione primario ma non il carbocatione secondario e quello terziario (i quali hanno un maggiore ingombro sterico).
Una volta che viene a formarsi il carbocatione primario, questo interagisce con il benzene e si sostituisce ad uno dei suoi atomi di idrogeno per sostituzione elettrofila, passando attraverso la formazione di un intermedio di reazione detto "intermedio di Wheland" o "ione arenio". Si ha quindi la seguente reazione:
{\displaystyle {\ce {C6H6 + CH3CH2+ -> C6H5HCH3CH2+ -> C6H5CH3CH2 + H+}}}
Una volta prodotto l'etilbenzene, questo potrebbe reagire con l'etilene, alchilandosi ulteriormente, con produzione di dietilbenzene e trietilbenzene. Siccome le successive reazioni porterebbero in questo caso alla produzione di polistirene ramificato, che avrebbe un valore commerciale minore del polistirene lineare, è necessario rallentare la reazione di produzione di dietilbenzene e trietilbenzene. Per fare ciò si opera con rapporto benzene-etilene non stechiometrico, bensì in eccesso di benzene (in genere con un rapporto benzene-etilene compreso tra 2 e 10). In questa maniera l'etilene si comporta da reagente limitante, e ci saranno minori possibilità che due o più molecole di etilene reagiscano con una molecola di benzene. A ciò bisogna aggiungere l'effetto di "selettività di forma" del catalizzatore zeolitico, che sfavorisce la formazione di molecole che abbiano un peso molecolare più elevato (quali sono il dietilbenzene e il trietilbenzene).

### Alchilazione del benzene con catalizzatore liquido
Un altro processo utilizzato per la produzione di etilbenzene consiste nell'impiego di un catalizzatore liquido (detto "olio rosso" o catalizzatore di Friedel-Crafts) a base di cloruro di alluminio (AlCl3) con cloroetano (CH3CH2Cl) come promotore. Il processo in questione viene chiamato reazione di Friedel-Crafts.
In questo caso si opera in un reattore gas-liquido, nel quale il benzene e il catalizzatore costituiscono la fase liquida, mentre l'etilene (che viene insufflato dal fondo del reattore sotto forma di bollicine) costituisce la fase gassosa.
Si opera in genere a temperature comprese tra 85-95 °C e pressione compresa tra 1-7 bar.

## Utilizzi
Viene impiegato nell'industria petrolchimica come intermedio di reazione per l'ottenimento di stirene, che a sua volta è utilizzato per produrre polistirene e ABS (che sono materie plastiche).
Dalla deidrogenazione catalitica dell'etilbenzene si formano idrogeno e stirene.